# Agrilus lucanus
Agrilus lucanus es una especie de insecto del género Agrilus, familia Buprestidae, orden Coleoptera.
Fue descrita científicamente por Fall, 1906.